# Clarke Glacier (berg)
Clarke Glacier är ett berg i Antarktis. Det ligger i Västantarktis. Inget land gör anspråk på området. Toppen på Clarke Glacier är 143 meter över havet.
Terrängen runt Clarke Glacier är platt åt nordost, men åt sydväst är den kuperad. Terrängen runt Clarke Glacier sluttar norrut. Trakten är obefolkad. Det finns inga samhällen i närheten.